# Polygala jefensis
Polygala jefensis är en jungfrulinsväxtart som beskrevs av Walter Hepworth Lewis. Polygala jefensis ingår i släktet jungfrulinssläktet, och familjen jungfrulinsväxter. Inga underarter finns listade i Catalogue of Life.